# Ian Azzopardi
Ian Azzopardi (ur. 12 sierpnia 1982 we Florianie) – piłkarz maltański grający na pozycji obrońcy. Od 2010 roku jest zawodnikiem klubu Valletta FC. W reprezentacji Malty zadebiutował w 2003 roku. Do 5 października 2013 roku rozegrał w niej 40 meczów, w których zdobył jedną bramkę.